# Заїзд (Прилуцький район)
За́їзд — село в Україні, у Прилуцькому районі Чернігівської області. Населення становить 1036 осіб (2019). Входить до складу Сухополов'янської сільської громади.

## Історія
Селище Заїзд у Прилуцькому районі має досить дивну славу містичного місця України. Назва села походить від слова «заїжджати» – воно розташоване на самому в’їзді до Прилук. Офіційною датою заснування села вважається 1629 рік, коли в ньому з’явився постоялий двір, де зупинялися подорожні.
У 1862 році в Заїзді, селі володарському та козачому, була церква, два заводи та 243 двори, де прожиловало 1236 осіб.
У 1911 році в селі була Михайлівська церква , церковно-парафійна школа, жило 1908 осіб. У 1926 році село налічувало 2173 жителів.
До 2019 року орган місцевого самоврядування — Заїздська сільська рада.

## Політика

### Парламентські вибори, 2019
На позачергових парламентських виборах 2019 року у селі функціонувала окрема виборча дільниця № 740593, розташована у приміщенні будинку культури.
Результати
- зареєстровано 888 виборців, явка 60,59%, найбільше голосів віддано за «Слугу народу» — 42,78%, за Всеукраїнське об'єднання «Батьківщина» — 13,70%, за «Європейську Солідарність» — 11,26%[7]. В одномандатному окрузі найбільше голосів отримав Сергій Коровченко (самовисування) — 22,90%, за Дмитра Пахомова (Слуга народу) — 18,70%, за Василя Малика (Європейська Солідарність) — 10,31%[8].

## Населення

### Мова
Розподіл населення за рідною мовою за даними перепису 2001 року:
| Мова            | Кількість | Відсоток |
| --------------- | --------- | -------- |
| українська      | 1041      | 97.29%   |
| російська       | 25        | 2.34%    |
| румунська       | 2         | 0.19%    |
| інші/не вказали | 2         | 0.18%    |
| Усього          | 1070      | 100%     |

## Пам'ятки
- Поселення Ярок- 2[d] (II тис. до н. е., І пол. I тис., XI-XIII ст.);
- Поселення Ставок[d] (II тис. до н. е., III-V, XI-XIII ст.);
- Поселення Переправа[d] (ХІ-ХІV ст.);
- Поселення Заїзд-Міст[d] (III-V ст.);
- Братська могила 7 радянських воїнів[d], які загинули при звільненні села у вересні 1943р.;
- Братська могила 23 радянських воїнів[d];
- Могила П.Х. Короткого[d];
- Могила Г.Х. Короткого[d] – 1-го комуніста села, голови повітового ревкому, який загинув в бою з білогвардійцями в 1920р.;
- Пам’ятний знак 163 воїнам-односельчанам[d], які загинули в 1941-1945рр.;
- Могила радянського воїна[d], який загинув на ст. Звездилівка в серпні 1941р.;

## Постаті
Уродженцем села є Ломов Віталій Ігорович (1990—2014) — солдат Збройних Сил України, учасник російсько-української війни.